# 裴式楷
裴式楷，原名羅伯特·愛德華·裴登（英語：Robert Edward Bredon，1846年2月4日—1918年），漢名裴式楷，英国人，中国海关总税务司赫德的妻弟，曾任代理总税务司。
裴式楷出生于爱尔兰波特唐，最初担任军医，1873年退役。此后来到中国，历任芝罘、宁波、广州、汉口、上海等海口税务司。1898年升任副总税务司。1902年在他的撮合下，盛宣怀、吕海寰与英国专使詹姆斯·马凯在上海签订了《中英续议通商行船条约》。1908年赫德休假离职回国后，他出任代理总税务司。1910年安格联接替其位，1911年裴式楷退休。1918年在北京逝世。
裴式楷是女作家裴丽珠的父亲，裴丽珠也曾长期在中国居住。